# Ruedertal

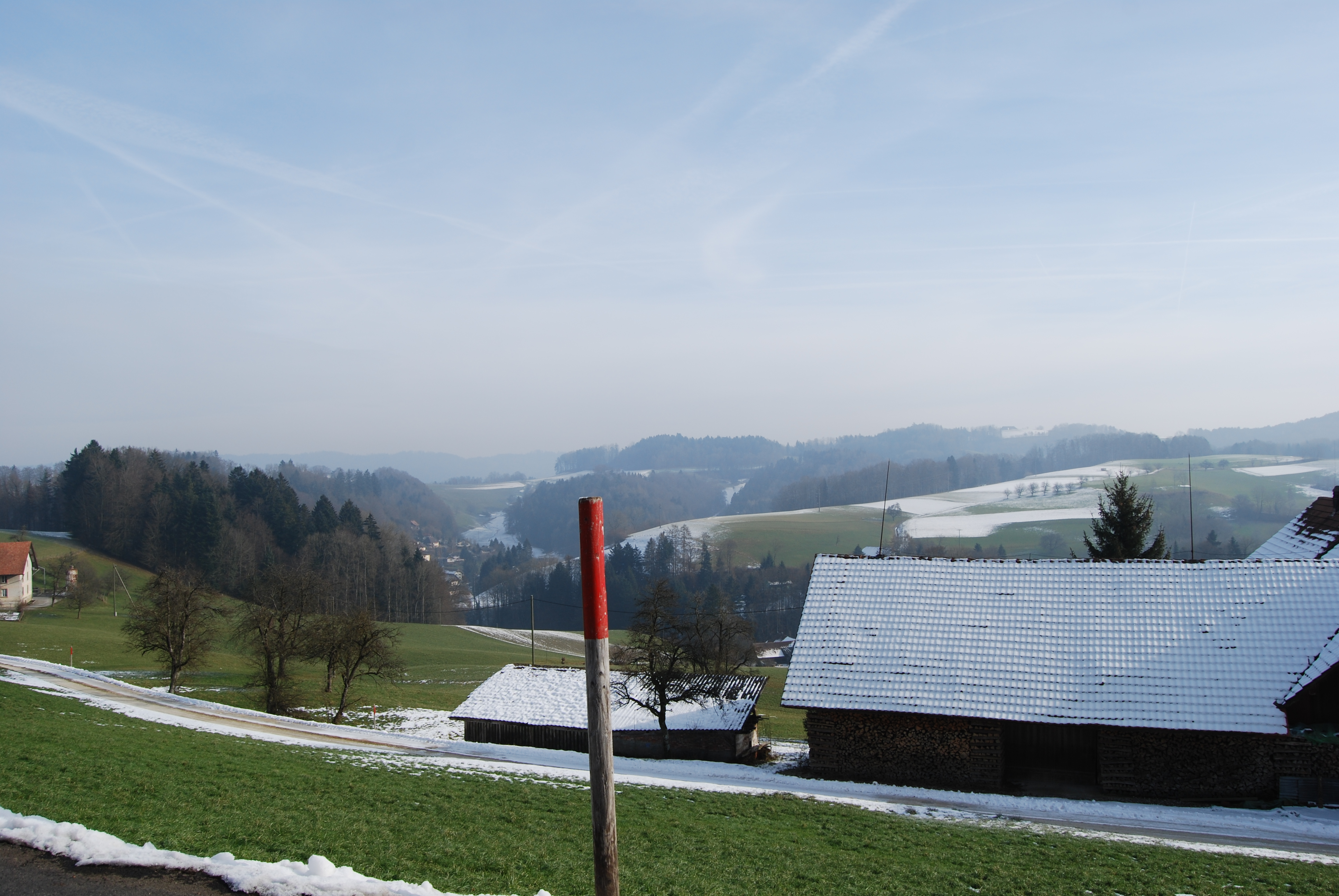
Blick auf das Ruedertal vom Bänkelpass aus

Das Ruedertal ist ein neun Kilometer langes Tal im Südwesten des Kantons Aargau in der Schweiz. Das ue steht nicht für ein ü, sondern repräsentiert den alemannischen Diphthong /uə̯/.

## Lage
Das Tal liegt zum grössten Teil auf dem Gebiet der Gemeinden Schlossrued und Schmiedrued, verläuft von Südosten nach Nordwesten und wird von der Ruederche durchflossen. Dieser Bach mündet bei Schöftland in die Suhre, einen Nebenfluss der Aare.
Der Talgrund ist selten mehr als 50 Meter breit und wird auf beiden Seiten von durchschnittlich 650–800 Meter hohen Hügelzügen begrenzt, wobei die östliche Seite stark zergliedert ist und zahlreiche kurze Seitentäler mit dazwischenliegenden Ausläufern aufweist. Die Westseite ist zwar steiler, besitzt aber zahlreiche kleine Plateaus. Das Tal zählt rund 2100 Einwohner, die sich auf mehrere Dörfer und Weiler verteilen. Die grössten Siedlungen sind (von der Quelle der Ruederche aus gesehen) Schiltwald, Walde, Schmiedrued, Kirchrued und Schlossrued.
Aufgrund seiner Topographie und der hohen Bedeutung der Landwirtschaft wird das Ruedertal oft auch als „Emmental des Aargaus“ bezeichnet, mit dem es früher auch in sozialer Hinsicht Ähnlichkeiten aufwies.

## Namensherkunft
Der Name des Tales geht einerseits auf die Rodungen durch die Alamannen während des 5. und 6. Jahrhunderts zurück, andererseits auf die Herren von Rued, die während des Mittelalters das Schloss Rued bewohnten.

## Geschichte
In der Mitte des 19. Jahrhunderts war das Ruedertal ab 1845 von mehreren Missernten betroffen. Die Bevölkerung litt Hunger, wobei um 1854 mehrere Menschen starben. So mussten Kinder tagelang betteln gehen und sich von in Wasser gekochten Holzschwämmen ernähren und Väter waren so geschwächt, dass sie keiner Arbeit nachgehen konnten. Es gab Hauseinbrüche zur Beschaffung von Lebensmitteln. Die strukturellen Gründe, die dazu führten, dass die Missernten zu dieser extremen Verschärfung der Armut führten, waren fehlende Arbeitsstellen,  die schlechte Bezahlung von Heimarbeit im Textil- und Strohgewerbe, eine nicht zeitgemässe Landwirtschaft und die mangelhafte Besorgung der Gemeindegeschäfte durch die Behörden, deren Nothilfe völlig unzureichend war. In der Folge kam es zu Auswanderungswellen nach Süddeutschland und Nordamerika. Die beiden betroffenen Gemeinden standen darauf eine Zeit lang unter kantonaler Zwangsverwaltung.